# Perla Alvarado
Perla Alvarado (Buenos Aires, Argentina; 1904 - Idem; 1984) fue una  actriz cinematográfica argentina.

## Carrera
Perla Alvarado fue una primera actriz de la escena. Actuó tanto en cine como en teatro y televisión, junto con importantes figuras del cine argentino como Olga Zubarry, Pepe Marrone, Domingo Sapelli y Juan Sarcione
Debutó en 1943 con el film La guerra la gano yo, para luego desempeñarse como contrafigura en importantes películas como La despedida y Marianela.
En televisión trabajó en un teleteatro inspirado en la vida del famoso modisto francés, Jacques Fath, junto con Daniel Tedeschi, Ángel Lagarrigue, Nancy Rojo y Mónica Grey. En 1955 integró el elenco rotativo del programa Comedias musicales.
Ya a finales de los '60 se retiró definitivamente del ambiente artístico.

### Filmografía
- 1943: La guerra la gano yo
- 1943: La juventud manda
- 1955: Marianela
- 1955: Concierto para una lágrima
- 1956: La despedida o Que me toquen las golondrinas
- 1958: Las apariencias engañan
- 1963: Cuando calienta el sol
- 1963: Alias Flequillo o La pantera del gatillo como La Floridori[4]